# Ушкало, Александр Николаевич
Александр Николаевич Ушкало (род. 1964, Джалал-Абад, Джалал-Абадская область, Киргизская ССР, СССР) — российский серийный убийца и грабитель, совершивший серию из 6 убийств в период с 1998 по 1999 год на территории трех субъектов Российской Федерации из корыстных побуждений. В 2004 году по определению коллегии суда Ушкало был признан невменяемым, и ему было назначено принудительное лечение в психиатрической клинике. За высокий рост и атлетическую комплекцию Ушкало получил от СМИ и правоохранительных органов прозвище «Громозека».

## Биография

### Работа и семья
Александр Ушкало родился в 1964 году в городе Джалал-Абад (Киргизская ССР). Детство и юность провел в социально благополучной обстановке. В школьные годы занимался спортом и посещал секцию по боксу, благодаря чему выделялся среди сверстников высоким ростом и атлетической комплекцией. После окончания школы Александр переехал в Новосибирск, где поступил в Новосибирское высшее военно-политическое училище, которое окончил в середине 1980-х, получив специальность политрука и религиоведа. Военную службу Александр Ушкало проходил в Прикарпатском военном округе на территории одной из воинских частей, расположенных в городе Львов. В этот период Ушкало женился на девушке, которая родила ему дочь. Весной 1986 года воинская часть, где проходил службу Ушкало, была направлена в Вышгородский район Киевской области для проведения работ по ликвидации последствий аварии на Чернобыльской АЭС. После окончания работ и возвращения во Львов Александр Ушкало, как и многие другие ликвидаторы последствий аварии на Чернобыльской АЭС, начал испытывать проблемы со здоровьем и демонстрировать признаки психического расстройства. В конце 1980-х он начал увлекаться алкогольными напитками и приобрел алкогольную зависимость, вследствие чего в 1990 году из-за многочисленных дисциплинарных взысканий он был уволен из рядов вооруженных сил СССР, и от него ушла жена вместе с дочерью. В начале 1990-х во время расцвета кооперативного движения, Ушкало начал заниматься предпринимательской деятельностью и получил второе высшее образование по специальности психолог, однако на этом поприще он не достиг успехов, после чего начал вести бродяжнический образ жизни, промышляя кражами и случайными заработками.

### Убийства
В 1998 году Александр Ушкало оказался в городе Прокопьевске (Кемеровская область), где снял комнату в квартире пожилой женщины. Испытывая материальные трудности, через несколько месяцев он перестал платить за проживание и задолжал хозяйке квартиры более 20 тысяч рублей. Во время одной из ссор по поводу оплаты жилья Ушкало зарубил хозяйку квартиры, нанеся ей 11 ударов топором по голове, после чего зарубил и девушку, которая проживала в другой комнате квартиры и стала свидетельницей преступления. Ей он нанес 14 ударов топором. Убийца забрал у своих жертв в общей сложности 11 тысяч рублей и золотые украшения, а также паспорт мужа хозяйки. После совершения двойного убийства Ушкало покинул Прокопьевск и приехал в Новосибирск. В ходе расследования двойного убийства он попал в число подозреваемых, был найден и вызван на допрос. Однако Ушкало отказался сотрудничать с милицией и решил бежать. Ему удалось покинуть Новосибирскую область, после чего он появился в Барнауле (Алтайский край), где позвонил старшему следователю Новосибирской прокуратуры Роману Цыганкову с требованием прекратить его преследование и поиски. В Барнауле Ушкало, испытывая материальные трудности, занялся коммерцией: скупал по низкой цене у жителей сельской местности семечки, которые затем сдавал оптовикам по более высокой цене. В этот период он совершил несколько краж и одну попытку убийства. Просмотрев несколько объявлений о продажах квартир, Ушкало откликнулся на одно из них и явился по указанному адресу, где совместно с хозяйкой осмотрел помещение. Во время осмотра квартиры он совершил нападение на хозяйку, в ходе которого оглушил ее напильником, после чего совершил попытку ее удушения. Из квартиры женщины Александр Ушкало похитил импортный телевизор, который впоследствии успешно продал местным спекулянтам, а перед уходом пытался устроить пожар, включив обогреватель и положив на него подушку, однако жертва его нападения вскоре пришла в сознание и предотвратила пожар, после чего обратилась в милицию. Через несколько дней после совершения преступления в Барнауле Ушкало вернулся в Новосибирск, где, будучи в розыске, частично изменил внешность и стал проживать на съемных квартирах, используя паспорт другого человека, который он украл в Прокопьевске. Несколько дней он прожил в квартире своего приятеля, с которым был знаком со времени учебы в Новосибирском высшем военно-политическом училище. В один из дней, пользуясь отсутствием хозяина квартиры, Ушкало под угрозой убийства связал его 24-летнюю дочь и похитил из квартиры бытовую технику, но не причинил никакого вреда здоровью девушки, после чего был объявлен в розыск. В период с мая по ноябрь 1999 года Ушкало совершил в Новосибирске еще четыре убийства. Действуя по той же схеме, он находил объявление о сдаче комнаты, являлся в квартиру и убивал хозяев. Одной из его жертв стала пожилая женщина, которую он задушил 30 мая 1999 года, а другой — 70-летний пенсионер, который был задушен в июне того же года. Последними его жертвами стали администраторы двух ведомственных гостиниц, на ВАСХНИЛе и Новосибирского оловянного комбината, где он останавливался на несколько дней. После совершения убийств Александр Ушкало похищал у убитых ювелирные украшения, предметы быта, не брезгуя даже стиральными порошками, старыми напольными ковриками и посудой.

### Арест, следствие и суд
Для поимки Александра Ушкало была создана оперативно-следственная группа, куда вошли сотрудники правоохранительных органов из четырех районов Новосибирска. Однако ему в течение нескольких месяцев успешно удавалось уходить от ареста. Во время совершения преступлений Ушкало отличался предельной осторожностью. Он вел уединенный образ жизни, вследствие чего имел мало друзей и знакомых. Во время подготовки к очередному преступлению он тщательно изучал район города, вырабатывал маршрут передвижения с целью покинуть место совершения преступления незамеченным, а также в течение нескольких дней следил за жертвой, собирая о ней исчерпывающую информацию. До места преступления Ушкало предпочитал добираться на попутках, несколько раз меняя машины, а после убийства долго не появлялся на улицах. Чтобы отвести от себя различного рода подозрения, Александр убеждал хозяев квартир, в которых снимал комнаты, что является коммерсантом и вынужден подолгу находиться в квартире в ожидании деловых телефонных звонков. Во время расследования серии убийств милиция проверила на причастность к их совершению более 4 тысяч жителей Новосибирска и его разных пригородов, а также установили личности всех таксистов, которые подвозили людей к домам в то время, когда, по версии следствия, были совершены убийства. На основании показаний ряда свидетелей был составлен фоторобот подозреваемого, который соответствовал Александру Ушкало, вследствие чего в ноябре 1999 года он вошел в число основных подозреваемых, и его фотография была опубликована в местных СМИ. Александр Ушкало был арестован 26 ноября 1999 года на съемной квартире в одном из многоквартирных домов, расположенных на территории Кировского района Новосибирска, после того как был опознан одним из местных жителей дома. Во время ареста он не оказал сопротивления. На допросе он сразу же сознался в совершении шести убийств и многочисленных краж. Ушкало поведал, что в течение 1999 года нигде официально не работал, а в свободное от убийств время занимался мошенничеством и зарабатывал на жизнь кражами из офисов оргтехники, которую впоследствии успешно продавал спекулянтам. Во время допросов вменяемость Ушкало стала подвергаться сомнению. Страдая от ипохондрии и клинического бреда, он заявил следователям о том, что при виде компьютерных мониторов у него возникали галлюцинации, во время которых мониторы трансформировались в некое подобие саркофага над четвёртым энергоблоком Чернобыльской атомной электростанции, вследствие чего он по ночам проникал в офисы различных фирм и похищал оттуда компьютерные мониторы, которые выбрасывал в воды реки Обь. Впоследствии в указанном Ушкало месте реки милиция при участии водолазов обнаружила на дне реки около 50 мониторов.
В 2000 году Александр Ушкало отказался от своих признательных показаний и начал симулировать сумасшествие. По результатам судебно-медицинской экспертизы он был признан вменяемым, после чего судебный процесс открылся 3 мая 2001 года. Во время первых судебных заседаний психическое состояние Ушкало резко ухудшилось, вследствие чего суд удовлетворил ходатайство его адвокатов об этапировании его в Москву для проведения судебно-психиатрической экспертизы в «Государственном национальном центре социальной и судебной психиатрии имени Сербского», где на протяжении последующих трех лет с ним работали специалисты. На основании результатов ряда психиатрических экспертиз было установлено, что Александр Ушкало страдает шизофренией в особо опасной форме, из-за чего в момент совершения преступлений он не мог осознавать характер и общественную опасность своих действий. На основании этого 6 сентября 2004 года по определению коллегии Новосибирского областного суда Ушкало был признан невменяемым, освобождён от уголовной ответственности и направлен на принудительное лечение в психиатрическую клинику с интенсивным наблюдением.